# Jonas Čepulis
Jonas Čepulis (* 11. August 1939 in Zvanagala, Litauen; † 28. Mai 2015 in Kaunas) war ein sowjetischer Boxer litauischer Herkunft. Bei den Olympischen Spielen 1968 in Mexiko-Stadt gewann er die Silbermedaille im Schwergewicht.

## Werdegang
Jonas Čepulis wuchs in Zvanagala, einem kleinen Dorf 20 km nördlich von Joniškėlis nahe der lettischen Grenze, auf. 1948 wurde er zusammen mit seiner Familie von den sowjetischen Sicherheitsorganen nach Sibirien verschleppt. Erst im Jahre 1957 durfte die Familie nach Litauen zurückkehren. Jonas Čepulis ging nach Kaunas und begann dort mit dem Boxen. Nachdem sein großes Talent erkannt worden war, wurde er zum litauischen Spitzenclub „Zalgiris“ Kaunas delegiert und dort von Vaclav Peleckis trainiert. 1967 absolvierte er das Polytechnikum Kaunas.
Jonas Čepulis war ein ausgewachsener Schwergewichtler von rund 95 kg Körpergewicht. Im Jahre 1963 wurde er erstmals litauischer Meister im Schwergewicht. Diesen Titel gewann er auch in den Jahren 1964, 1966, 1967, 1969 und 1970. Im Jahre 1965 gelang ihm in Kaunas der Sieg bei einem großen nationalen Boxturnier, wobei er im Finale den zur ersten Garde der sowjetischen Schwergewichtler zählenden Jānis Lancers besiegte. Im gleichen Jahr startete er auch erstmals bei der sowjetischen Meisterschaft und kämpfte sich dort gleich bis in das Finale, in dem er aber gegen Alexander Isossimow nach Punkten verlor.
1966 belegte Jonas Čepulis bei der sowjetischen Meisterschaft im Schwergewicht den 3. Platz, nachdem er im Halbfinale erneut gegen Alexander Isossimow verloren hatte. 1967 gewann er das nationale Ausscheidungsturnier für die sowjetische Meisterschaft in Voskresensk. Bei der sowjetischen Meisterschaft selbst konnte er aber verletzungsbedingt nicht teilnehmen.
Im Jahre 1968 erreichte Jonas Čepulis bei der sowjetischen Meisterschaft erneut das Finale, in dem er dem jungen Alexander Wassjuschkin unterlag. Kurz darauf gewann er in Eger (Ungarn) beim „Istvan Dobo“-Turnier im Finale des Schwergewichtes über Karl Koglbauer aus Österreich durch KO in der 1. Runde. Er wurde daraufhin vom sowjetischen Box-Verband für die Olympischen Spiele in Mexiko-Stadt nominiert. Er zeigte beim olympischen Turnier seine enorme Schlagstärke und besiegte Billy Wells aus Großbritannien durch technischen KO in der 3. Runde, Bernd Anders aus der DDR durch KO in der 3. Runde und Joaquin Rocha aus Mexiko durch technischen KO in der 3. Runde. Damit stand er im Finale und traf dort auf den US-amerikanischen Meister George Foreman. Dieser gewann dieses Duell zweier hart schlagender Fighter, weil er körperlich noch stärker als Jonas Čepulis war, durch technischen KO in der 2. Runde. Der Gewinn der Silbermedaille war für Jonas Čepulis trotzdem ein großer Erfolg.
Im Jahre 1969 startete Jonas Čepulis wieder bei der sowjetischen Meisterschaft, verlor aber schon im Achtelfinale gegen den Moldawier Gennadi Schimansky und schied frühzeitig aus. Nach dieser Niederlage wurde er bei internationalen Meisterschaften nicht mehr eingesetzt. Nach dem Ende seiner aktiven Laufbahn wurde Jonas Čepulis Trainer bei „Zalgiris“ Kaunas.

## Internationale Erfolge
- 1968, 1. Platz, Istvan-Dobo-Tournament in Eger/Ungarn, S, mit einem KOS i.d. 1. Runde im Finale über Karl Köglbauer, Österreich;

- 1968, Silbermedaille, Olympische Spiele in Mexiko-Stadt, Schwergewicht, mit Siegen über Billy Wells, Großbritannien, Bernd Anders, DDR u. Joaquin Rocha, Mexiko u. einer Niederlage gegen George Foreman, USA

## UdSSR-Meisterschaften mit Jonas Čepulis
(Schwergewicht)
- 1965, 1. Alexander Isossimow, 2. Jonas Čepulis, 3. W. Tschuganow u. Wadim Jemeljanow,
- 1966, 1. Alexander Isossimow, 2. Nikolai Sucharjew, 3. Jonas Čepulis u. Alexander Wassjuschkin,
- 1968, 1. Alexander Wassjuschkin, 2. Jonas Čepulis, 3. Kamo Sarojan u. L. Krjuk,
- 1969, 1. Alexander Wassjuschkin, 2. Waleri Somow, 3. Alexander Isossimow u. A. Turkin, ... 9. Jonas Čepulis